# Korba (Ćhattisgarh)
Korba (hindi कोरबा, trl. Korbā) – miasto w środkowo-wschodnich Indiach, w północno-środkowej części stanu Ćhattisgarh, w dystrykcie Korba, około 170 km w linii prostej na północny wschód od stolicy stanu – Rajpuru.
W 2011 było trzecim pod względem liczby ludności miastem w stanie, najludniejszym w dystrykcie. Zamieszkiwało je 363 390 osób, co stanowiło ok. 30,1% ludności dystryktu. Mężczyźni stanowili 52% populacji, kobiety 48%. Umiejętność pisania posiadało 83,38% mieszkańców w przedziale od siedmiu lat wzwyż, przy czym odsetek ten był wyższy u mężczyzn – 90,49%. Wśród kobiet wynosił 75,68%. Dzieci do lat sześciu stanowiły 12,8% ogółu mieszkańców miasta. W strukturze wyznaniowej przeważali hinduiści – 90,75%. Islam deklarowało 4,93%; 2,99% liczyła społeczność chrześcijan, 0,80% sikhów, 0,18% dźinistów, 0,18% buddystów. Około 51,8% mieszkańców miasta żyło w slumsach.
Miasto jest siedzibą administracyjną dystryktu. W Korbie rzeka Ahiran uchodzi do rzeki Hasdeo.